# Камсар
Камсар (на френски: Kamsar) е град в регион Боке, западна Гвинея. Населението му е около 113 000 души (2014).
Разположен е на 34 метра надморска височина при вливането на Рио Нунес в Атлантическия океан, на 44 километра югозападно от град Боке и на 158 километра северозападно от столицата Конакри. Селището е важно пристанище за износа на боксит, добиван в свързаните с железопътна линия мини в Сангареди.